# Битва бастардов
«Битва бастардов» (англ. Battle of the Bastards) — девятый эпизод шестого сезона фэнтезийного сериала канала HBO «Игра престолов», и 59-й во всём сериале. Сценарий к эпизоду написали создатели сериала Дэвид Бениофф и Д. Б. Уайсс, а режиссёром стал Мигель Сапочник. Премьера состоялась 19 июня 2016 года.
«Битва бастардов» получила один из лучших рейтингов среди всех эпизодов сериала (включая 100-процентное одобрение на IMDb). Критики отмечали беспрецедентную в истории телевидения масштабность сражения на Севере; некоторые сравнивали его с батальными сценами кинотрилогии «Властелин колец». Рецензенты также одобрили воссоединение Дейенерис со своими драконами в начале эпизода, назвав его «захватывающим».
Этот эпизод заработал «Игре престолов» несколько номинаций на 68-й церемонии премии «Эмми», включая за лучшую режиссуру и лучший сценарий драматического сериала, а Кит Харингтон также выбрал этот эпизод, чтобы поддержать свою номинацию за лучшую мужскую роль второго плана.

## Сюжет

### В Миэрине
Дейенерис (Эмилия Кларк) и Тирион (Питер Динклэйдж) обсуждают план борьбы с флотом работорговцев. Затем Дейенерис, Тирион, Миссандея (Натали Эммануэль) и Серый Червь (Джейкоб Андерсон) встречаются с господами, которые предлагают Дейенерис условия её сдачи. Она отвечает, что здесь будут обсуждаться условия сдачи самих господ, и в это время рядом с ними приземляется Дрогон. Оставив соратников решать организационные вопросы, Дейенерис летит на спине Дрогона в залив, к ним присоединяются Рейгаль и Визерион. Три дракона по знаку хозяйки сжигают флот. Тирион говорит господам, что Дейенерис приказала убить одного из них в наказание за их преступления. Те предлагают Еззана (Энцо Чиленти), так как он низкого происхождения, но вместо этого Серый Червь убивает оставшихся двух господ, а Тирион велит Еззану предупредить других господ о могуществе Дейенерис. Между тем Даарио (Михиль Хаусман) во главе войска дотракийцев нападает на Сынов Гарпии, и они убивают их всех, пресекая тем самым нападения на безоружных горожан.
Позже Дейенерис и Тирион встречаются с Теоном (Альфи Аллен) и Ярой (Джемма Уилан). Брат и сестра предлагают Дейенерис свой флот, если после захвата Железного трона она поможет им свергнуть Эурона и предоставить независимость Железным Островам. Дейенерис соглашается помочь Яре Грейджой, если Железнорождённые прекратят налёты с изнасилованиями и грабежами, на что Яра неохотно соглашается.

### На Севере
Джон (Кит Харингтон), Санса (Софи Тёрнер), Тормунд (Кристофер Хивью) и Давос (Лиам Каннингем) встречаются с Рамси (Иван Реон) и его советниками перед битвой. Рамси предлагает помилование Джона за нарушение клятвы Ночного Дозора, если он отдаст ему Сансу. Вместо сражения армиями Джон предлагает Рамси поединок, тот отказывается, потому что сомневается, что сможет лично победить Джона, но уверен, что армия Болтонов сможет победить приверженцев Старков. Когда Младший Джон Амбер (Дин С. Джаггер) подтверждает, что Рикон находится у них в плену, показав голову Лохматика, Санса говорит Рамси, что он умрёт на следующий день.
После того как Джон обсуждает план боевых действий с Тормундом и Давосом, Санса критикует Джона за то, что он готовится атаковать слишком малыми силами, и предупреждает его, что Рамси сможет противостоять их планам сражения. Джон настаивает на том, что это самая большая армия, которую они могли собрать. Позже Джон встречается с Мелисандрой (Кэрис ван Хаутен) и просит не возвращать его к жизни, если он погибнет в битве. Мелисандра отвечает, что всё зависит от Владыки Света. Между тем Давос и Тормунд обсуждают своё время службы у Станниса (Стивен Диллэйн) и Манса (Киаран Хайндс) соответственно, и оба признают, что, наверное, долго служили не тем королям. Прогуливаясь, Давос натыкается на кострище, где сожгли Ширен (Керри Инграм), и обнаруживает в нём обугленного деревянного оленя, которого он смастерил для неё.
Армии сходятся следующим утром. Рамси выводит Рикона (Арт Паркинсон) и говорит ему бежать в сторону армии Джона. Пока тот бежит к Джону, Рамси начинает стрелять по нему из лука. Джон в спешке скачет, чтобы спасти Рикона, но стрела пробивает сердце его младшего брата. Джон в ярости бросается в сторону Рамси, который пускает свою кавалерию при поддержке лучников, и Давос приказывает силам Старков атаковать, чтобы защитить его. Завязавшийся бой оставляет сотни мёртвых солдат Болтонов и Старков, и оставшиеся силы Старков укрываются за стеной трупов. Пехота Болтона окружает Старков, формируя фалангу. Хотя Вун Вун (Иэн Уайт) пробивает брешь в строе Болтонов, Тормунд паникует и отправляет Одичалых к стене из трупов. В схватке Джона чуть не затаптывают Одичалые, но ему удаётся встать на ноги. Тормунду удаётся убить Младшего Джона. И когда кажется, что Старки уже обречены, издалека раздаётся звук рога. Петир Бейлиш (Эйдан Гиллен) и Санса прибывают с рыцарями Долины, которые истребляют поредевшую армию Болтона.
Рамси отступает в Винтерфелл, и Джон, Вун Вун и Тормунд начинают погоню. Израненному Вун Вуну удаётся сломать ворота Винтерфелла, но Рамси убивает его. Он говорит Джону, что пересмотрел вариант боя один на один. Защищаясь щитом от стрел Рамси, Джон приближается к нему, опрокидывает его на землю и избивает до полусмерти, но останавливается, когда видит Сансу и понимает, что не ему убивать Рамси. Вечером Санса навещает Рамси, связанного в клетке на его же псарне, и отпирает собак-людоедов, которых он неделю морил голодом, намереваясь угостить мясом пленников после победы над Старками. Рамси заявляет, что его собаки не причинят вреда своему хозяину, но его окровавленное лицо всё больше привлекает зверей. Когда собаки разрывают Рамси на куски, Санса с удовлетворением уходит.

## Производство

### Сценарий

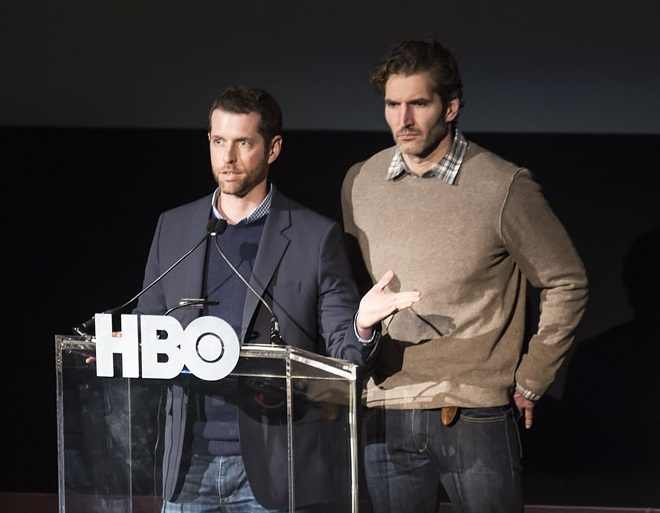
Сценарий к эпизоду написали создатели сериала Дэвид Бениофф и Д. Б. Уайсс.

Сценарий к «Битве бастардов» был написан создателями сериала Дэвидом Бениоффом и Д. Б. Уайссом. Некоторые элементы в эпизоде основаны на предстоящем шестом романе из цикла «Песнь Льда и Огня», «Ветра зимы», автор которого, Джордж Р. Р. Мартин, надеялся завершить его до того как шестой сезон выйдет в эфир. В сегменте «Inside the Episode», опубликованном HBO вскоре после выхода эпизода в эфир, Дэвид Бениофф и Д. Б. Уайсс заявили, что они черпали вдохновение из истории для финальной битвы, перечисляя Битву при Каннах и Гражданскую войну в США как два основных источника вдохновения. Уайсс заявил: «Мы вернулись к Римской битве против Карфагенян в Битве при Каннах, где римляне попали в окружение Ганнибала и все были забиты. Мы использовали это в качестве модели.» Бениофф продолжил: «„Битва бастардов“ становится невероятно компактной. Все эти люди, все эти бойцы, зажатые в это невероятно узкое пространство на поле битвы. Вы читаете рассказы о битвах на Гражданской войне, где битвы были такими густыми, что это на самом деле было препятствием на поле битвы.» Режиссёр эпизода, Мигель Сапочник, заявил в интервью с «Entertainment Weekly», что Битва при Азенкуре была изначальным вдохновением для битвы, но концепция была изменена, чтобы лучше соответствовать бюджетным ограничениям.
Д. Б. Уайсс также отметил, что у них было желание изобразить реальную, полноценную битву, сказав: «С самого начала мы знали, что одной вещи, которой у нас никогда не было на шоу, было настоящее средневековое сражение, где обе стороны приводят все силы, какие могут, на поле боя, которое, как-то, согласовано, и они идут друг на друга, пока один из них не выигрывает, а другой не проигрывает. Это является одним из основных элементов человеческой истории, и мы начали просматривать образцы исторических фильмов. Там не было такого, который одновременно заставлял тебя чувствовать, каково было там находиться, и давало вам чувство географии битвы.» Дэвид Бениофф заявил, что они также хотели изобразить везение в бою, отметив: «Чтобы просто почувствовать случайность этого, где стрелы падают ото всюду, людей убивают, людей растаптывают лошади и многое из этого просто является везением. Джон Сноу очень умелый боец, но одной из причин, по которой он выживает в битве, является удача.»
Также в приложении «Inside the Episode», Дэвид Бениофф рассказал о трансформации Дейенерис Таргариен за весь сериал, отметив: «Думаю, что Дени становилась Таргариеном с самого начала первого сезона», а Д. Б. Уайсс добавил: «Она не её отец и она не безумна, и она не садистка, но есть безжалостность Таргариенов, которая проявляется даже у хороших Таргариенов.» В заключении, Бениофф заявил: «Если ты один из лордов Вестероса или один из потенциальных оппонентов в грядущих войнах, и ты получаешь слово о том, что происходит здесь в Миэрине, тебе придётся быть довольно нервным, потому что это беспрецедентная угроза. У тебя есть женщина, которая каким-то образом сформировала союз, где у неё есть орда дотракийцев, легион Безупречных, у неё есть наёмная армия Младших Сынов, и у неё три дракона, которые теперь почти взрослые. Так что если она сможет пересечь всё Узкое море и добраться до Вестероса, кто встанет у неё на пути?»

### Кастинг
«Битва бастардов» стал заключительным эпизодом для актёра Ивана Реона, который играл роль Рамси Болтона с третьего сезона сериала. Его первое появление было в эпизоде «Чёрные крылья, чёрные вести», в качестве безымянного «парня», который, как показали, сначала помогал захваченному Теону Грейджою. До того, как его взяли на роль Рамси Болтона, Реон изначально проходил прослушивание на роль Джона Сноу, роль, которую вместо него взял Кит Харингтон. В интервью с «Entertainment Weekly», Реон раскрыл о том, как он впервые узнал о судьбе своего персонажа в шоу, сказав: «Я получил половину сценариев, пять эпизодов, потом мне позвонили. Они пошутили: 'Разве это не здорово, что он сядет на Железный Трон?' Как только они сказали это, я сказал: 'Он мёртв, не так ли?' Это круто. Я провёл здесь четыре прекрасных сезона. Было очень приятно участвовать в таком удивительном шоу. Думаю, что персонаж опускается на дно. Ведь что ему ещё делать после этого? Он столько всего натворил. Это оправдано и правильно. Это правильный путь. Он достиг своего пика. Для аудитории это будет приятно, что он уходит после такого большого пути.» В том же интервью Кит Харингтон рассказал о Реоне, отметив: «Мне нравится работа Ивана. Он невероятно щепетильный актёр, который создал персонажа, который замечательный и гадкий.»
В этом эпизоде также в последний раз появился повторяющийся актёр Арт Паркинсон, который исполнял роль Рикона Старка ещё с премьеры сериала, «Зима близко». В интервью с IGN Паркинсон заявил, что его смерть в шоу была условием его возвращения, сказав: «Когда мне сказали, что я вернусь в шестом сезоне, прежде чем прислать мне сценарии и прочее, они мне позвонили и сказали: 'Слушай, чтобы для тебя это не было шоком, когда начнёшь читать сценарии, просто знай, что ты умрёшь в этом сезоне.'» Паркинсон продолжил: «Когда я вернулся, я был взволнован от возвращения, и все сцены казались довольно удивительными. Я был так счастлив снова примерить образ своего персонажа.» Он также отметил, что хотя ему было грустно, что Рикон умрёт в шоу, но как только он понял, как он умрёт, Паркинсон сказал: «Это была крутая смерть, и она всегда должна была быть крутой, и в то же время, я был очень счастлив.»
Также шоу покинул Младший Джон Амбер, роль которого исполнил приглашённый актёр Дин С. Джаггер. В интервью с «Daily Mirror» Джаггер рассказал о том, как его взяли в сериал: «Я желал этого. Когда я услышал, что я получил роль, мои колени подкосились. Это был переломный момент в моей жизни.» До того как стать актёром, Джаггер рыл окопы и работал на фабрике по производству матрасов, чтобы оплатить своё обучение в актёрской школе, и он также профессионально катался на коньках. Иэн Уайт, который исполнял роль великана Вун Вуна, также в последний раз появился в роли своего персонажа в шоу. Уайт ранее играл Грегора Клигана во втором сезоне шоу. Супервайзер специальных эффектов Джо Бауэр сказал о выборе Уайта на роль Вун Вуна: «Мы хотели огромного исполнителя роли, так как у того, у кого рост 14, 15 футов, будет большой вес и масса, чтобы передвигаться, а человеку нормального размера будет очень трудно осуществить это.»

### Съёмки

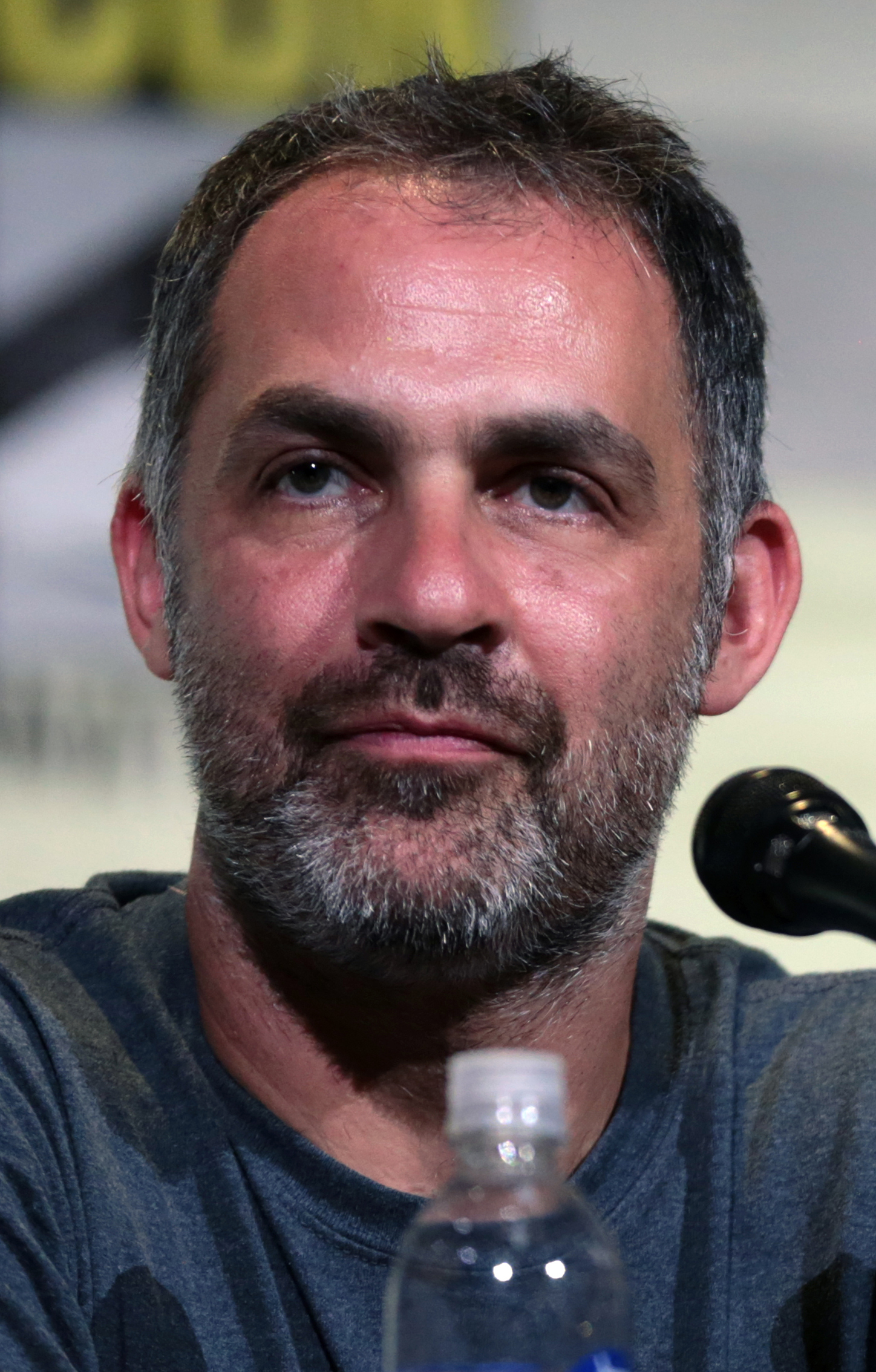
Мигель Сапочник стал режиссёром эпизода, своего третьего эпизода в сериале.

#### Битва при Винтерфелле

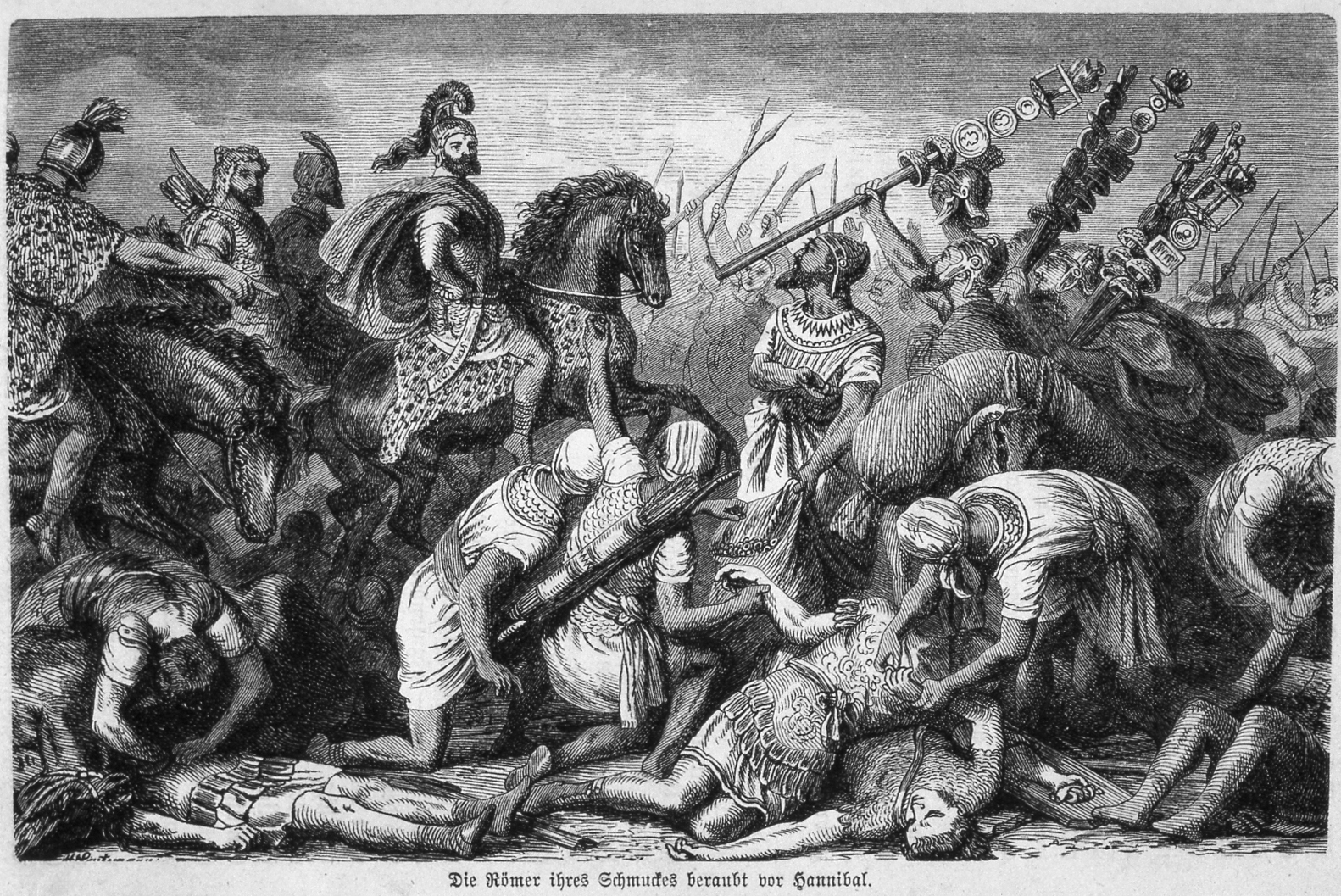
Битва при Каннах во время Второй Пунической войны была одним из источников вдохновения для «Битвы бастардов».

Режиссёром «Битвы бастардов» стал Мигель Сапочник. Сапочник ранее снял два эпизода пятого сезона, «Дар» и «Суровый Дом». В интервью с «Entertainment Weekly», до выхода эпизода в эфир, Сапочник заявил, что его взяли на борт создатели сериала, Дэвид Бениофф и Д. Б. Уайсс, после его успеха в предыдущем сезоне с «Суровым Домом», который завоевал множество наград, включая творческие премии «Эмми». Сапочник заявил о своём чувстве того, как должен был быть снят эпизод: «Каждая битва в „Престолах“ уникальна. Думаю поэтому Бениофф и Уайсс продолжают делать их. В этом случае „Битвы бастардов“, или 'ББ', как мы ласково называли его в процессе производства, Дэвид и Дэн хотели сделать спектакль, стратегическую битву, на которую у них не было ресурсов в первом или втором сезоне. Я был особенно заинтересован в изображении как ужасов войны, так и роли удачи в битве.» Бениофф заявил, что работа Сапочника над этим эпизодом была одной из лучших за всю историю шоу.
Для съёмок эпизода потребовалось 25 съёмочных дней, вместе с 500 статистами, 600 членами съёмочной команды и 70 лошадьми. Бениофф описал трудность в использовании лошадей, сказав, что их трудно координировать в сценах битв, поэтому их редко используют, разве что в «высоко-бюджетных военных фильмах.» Д. Б. Уайсс добавил: «Мигель превзошёл самого себя. Полностью конкретизированные средневековые битвы требуют огромного количества ресурсов и хореографии, чтобы всё правильно получилось. Чувствуется, что мы делаем что-то новое, то, что вы не очень часто видите на телевидении и в кино.» Было использовано четыре съёмочных группы для всей сцены. Для армий Сноу и Болтона, было использовано 500 статистов, которые играли Одичалых, лучников, мечников и копейщиков. Каждую армию тренировали отдельно друг от друга, чтобы создать внеэкранное соперничество между двумя группами. Также были использованы визуальные эффекты, чтобы расширить армию до нескольких тысяч. У Кристофера Хивью, который играет Тормунда Великанью смерть, взяли интервью в «Hollywood Reporter» об интенсивности съёмок сцен, на что Хивью сказал: «Это было довольно интенсивно, на самом деле. Когда вокруг вас бегают 20 человек они давят друг друга, и ты пытаешься зарубить другого бородатого парня с мечом, то вы не вне опасности. Вы лежите в грязи, и один неверный шаг, у вас больше не будет лица. Это было очень интенсивно, и Мигель настаивал на том, чтобы всё было мутным и грязным. Война — это не красиво. Иногда вы смотрите последовательность действий, где битвы кажутся организованными. Я знаю это от того, что знаю, как боролись викинги. Это не красиво. Это трудно. Это тяжёлая работа. Мы снимали момент за моментом, в хронологическом порядке. Нам приходилось снимать одну сцену 80 раз в день.»
Во втором интервью с «Entertainment Weekly» после выхода эпизода в эфир, Сапочник более подробно рассказал о процессе съёмок, и сказал, что фильм «Ран» Акиры Куросавы был одним из источников вдохновения для съёмок сцены. Сапочник заявил: «Я изучил кадры крупных полевых битв, которые смог найти (а также имеющиеся кадры настоящих битв) в поисках модели, чтобы узнать, что работает, что не работает, что занимает вас в данный момент, что захватывает вас. Кстати, я заметил одну интересную вещь — постановка этих битв спустя много лет кардинально изменилась. В те времена вы бы увидели эти огромные воздушные съёмки атаки лошадей и там были две большие разницы. Во-первых, это всё было по-настоящему — никакого CGI или цифровой репликации. А во-вторых, если лошадь падала, вы могли увидеть, что она действительно получала повреждения и страдала. Теперь, в наше время, никому не позволят сделать такого, да и никто не хотел бы этого.»
Когда его спросили о самой большой проблеме в съёмках битвы, Сапочник сказал: «Каждый раз, когда мы снимали сцены атаки на лошадях, то приходится по 25 минут перестилать искусственный снег на поле, чтобы избавиться от следов подков. Так сколько сцен с участием лошадей в день мы можем снимать каждый день, зная, что на подготовку сцены уйдёт в 10 раз больше времени, чем на сами съёмки? Другое дело заключалось в том, чтобы заставить 500 статистов выглядеть так, как будто их 8000, когда вы снимаете в поле, где просто негде спрятать свою нехватку. Это становится немного похоже на чокнутое математическое уравнение. И наконец: Насколько нужно взбесить этих ребят, чтобы они бежали друг на друга, покрылись грязью, стояли под дождём, а затем бежали друг на друга снова и снова в течение 25 дней, 10 часов в день, и при этом и не сказали тебе отвалить?» В одном из интервью, когда его спросили, что труднее всего было изобразить, Сапочник сказал: «Заставить 3000 лошадей мчаться друг на друга, особенно после того, как мы узнали, что лошади не могут касаться друг друга. Это незаконно — это очень ценное правило о защите лошадей. Так что то самое, что мы и пытались сделать, не было разрешено. А у нас было всего 70 лошадей… (Решение состояло в том, что) вам придётся заставить парня бежать в кадре, а потом всаднику придётся тянуть лошадь, что значит заставить лошадь падать и лечь на бок. Позже мы на компьютере наложили цифровую лошадь и сделали так, как будто она взаимодействует с другой.»
Сапочник также раскрыл, что сцена была снята на частном собственном земельном участке в Сэнтфильде, Северной Ирландии, и им дали только 12 дней для съёмок. Прочитав сценарий, Сапочник придумал 48-дневный график съёмок, не сумев сойтись с нехваткой времени, но в конце концов им удалось сузить его до 25 дней, после долгих раздумий и изменения творческих решений в изображении битвы. Сапочник раскрыл, что одна из важнейших сцен, которую сняли, не была в сценарии. Из-за 3 дней дождя, он не смог закончить съёмки так, как было в сценарии, и, вместо этого, он предложил сцену, в которой Джона Сноу топтали и его чуть телами не похоронили заживо. Это предположение было принято Бениоффом и Уайссом. Он описал сцену, где Джон Сноу проталкивается на поверхность, как «перерождение». Также были проблемы с включением Призрака, лютоволка Джона, в эпизод, на что Сапочник сказал, что он «был там первоначально, но у нас также был трудоёмкий график и дорогостоящий, вернувшийся к жизни персонаж. В конечном итоге нам пришлось выбирать между Вун Вуном и лютоволком, так что собаке не повезло.»

Кит Харингтон провёл сравнение между сценой «возрождения» и заключительной сценой с Дейенерис Таргариен в эпизоде третьего сезона, «Мать».

В интервью о сцене «перерождения», Кит Харингтон заявил, что он чувствовал, что она намеренно отражает сцену с Дейенерис Таргариен в конце эпизода третьего сезона, «Мать», когда сверху показывают Дейенерис и её окружают её последователи, а здесь сверху показывают Джона Сноу, когда он вырывается из давящей толпы на поле битвы. Харингтон заявил в интервью: «Когда начинается давка, он замедляется, и появляется кусочек умиротворения, где он думает: 'Я мог бы остаться здесь и прекратить всё это.' А затем что-то заставляет его воевать, и в тот момент, когда он поднимается и захватывает дыхание, он вновь возрождается, что я посчитал странным отражением сцены, где Дени держат в воздухе в конце третьего сезона.»
«Битва бастардов» также подчёркивает первое совместное появление Кита Харингтона и Ивана Реона в соответствующих ролях. В преддверии эпизода, Реон заявил, что его персонаж всегда хотел встретиться с Джоном Сноу, сказав: «Всем, кто меня спрашивал: 'С кем вы бы хотели, чтобы Рамси встретился?', я всегда отвечал: 'С Джоном Сноу.' Он является антиподом Рамси. Они почти как инь и янь. Они оба вышли из подобных мест, но они такие разные. И даже если они враги, они достигли больших высот для бастардов, что почти непостижимо, и теперь они стоят друг напротив друга. Они не могли быть более разными, тем не менее более похожими.» В интервью с Харингтоном, по поводу сцены драки с Иваном Реоном, Харингтон заявил: «Я действительно ударил Ивана дважды по лицу, случайно, и он принял это очень хорошо. Ему было неплохо от этого.» Реон ответил на это: «Я вижу это так: если тебя в это время не ударят пару раз, то вы не делаете это правильно.»

#### Битва в Миэрине
Для сцены с Дейенерис в начале эпизода, где три дракона сжигают часть флота господ, Сапочник доверил эту работу на пост-продакшне VFX супервайзеру и продюсеру Джо Бауэру и Стиву Куллбаку, соответственно. Он также заявил: «Для этой сцены, Дэвид и Дэн сказали, что то, что они хотели показать это, как „демонстрацию“ того, что грядёт. Поэтому я пытался подойти к этому самым элегантным, эпическим, в стиле большого кино способом, каким я только мог.» Сапочник отметил, что они пытались разработать кадры таким образом, чтобы это не было слишком фантастическим, и основал большую часть своего выбора как режиссёра кадров, которые он видел, на том, как в действии вёл себя Supermarine Spitfire во время Второй мировой войны. Он также основал кадры драконов на кадрах дикой природы, позволяя драконам сломать раму, сказав: «Эти драконы должны быть настолько большими и быстрыми, что трудно поспевать за ними.» Чтобы добавить Эмилию Кларк в роли Дейенерис Таргариен в сцену, производственная команда создала «разно-направленное, управляемое компьютером, гидравлическое подвес-устройство, по форме напоминающее верхние плечи дракона», на котором ездила Кларк, и затем была отдельно снята в Белфасте, Северной Ирландии.
Эпизод также включает первую встречу Дейенерис Таргариен с Ярой и Теоном Грейджоем, а также первую встречу Яры с Тирионом Ланнистером. Джемма Уилан, которая изображает Яру, рассказала о съёмках сцены в эпизоде, отметив: «Боже мой, я была так взволнована, когда я увидела, что у меня сцена с этими двумя», ссылаясь на Дейенерис и Тириона. Когда её спросили про взаимоотношения двух женщин, Уилан сказала: «Становится ясно, когда только появляются сцены, что Яре нравится Дени. У нас многие общие взгляды и мы шаловливо говорим друг с другом — Дени спрашивает была ли на Железных Островах королева, и Яра говорит: 'Нет, как и в Вестеросе.' Они признают женскую силу в них обеих.»

## Реакция

### Рейтинги
«Битву бастардов» посмотрели 7.66 миллионов зрителей во время оригинального показа, что чуть больше по сравнению с рейтингом предыдущей недели, 7.60 миллионов зрителей, у эпизода «Никто». При этом он соревновался против 7 матча Финала НБА 2016.

### Реакция критиков
«Битва бастардов» получила всеобщее признание как от критиков, так и от зрителей, которые назвали его одним из лучших эпизодов сериала, а один критик назвал его «шедевром». Критики оценили масштаб гигантского сражения на Севере, а также сцену с Дейенерис и её драконами в начале эпизода. Эпизод собрал рейтинг 98 % на сайте Rotten Tomatoes на основе 48 отзывов, со средним рейтингом 9.3/10. Консенсус сайта гласит: «„Битва бастардов“ предоставила одну из величайших сцен битв в истории шоу, а также кое-какую жестоко удовлетворительную месть.» Эпизод удерживает рейтинг 9.9/10 на сайте IMDb, став одним из двух эпизодов, которые смогли набрать рейтинг 10 на этом сайте. Он также стал одним из самых посещаемых эпизодов телевизионного сериала на IMDb, собрав более чем 150 000 голосов. Мэтт Фоулер из IGN дал эпизоду рейтинг 10 из 10.

### Награды
| Год  | Награда                                                    | Категория                                                                                   | Номинант(ы) | Результат | Прим.         |
| ---- | ---------------------------------------------------------- | ------------------------------------------------------------------------------------------- | --- | --------- | ------------- |
| 2016 | 68-я церемония премии «Эмми»                               | Лучший актёр второго плана в драматическом сериале                                          | Кит Харингтон за роль Джона Сноу                                                                                      | Номинация | [ 35 ] [ 14 ] |
| 2016 | 68-я церемония премии «Эмми»                               | Лучшая режиссура драматического сериала                                                     | Мигель Сапочник | Победа    | [ 35 ] [ 14 ] |
| 2016 | 68-я церемония премии «Эмми»                               | Лучший сценарий драматического сериала                                                      | Дэвид Бениофф и Д. Б. Уайсс                                                                                           | Победа    | [ 35 ] [ 14 ] |
| 2016 | 68-я церемония творческой премии «Эмми»                    | Лучший грим в однокамерном сериале (несложный)                                              | Джейн Уокер, Кейт Томпсон, Николя Мэтьюс, Кэй Билк, Марианна Киракоу, Памела Смит                                     | Победа    | [ 35 ] [ 14 ] |
| 2016 | 68-я церемония творческой премии «Эмми»                    | Лучший монтаж однокамерного изображения в драматическом сериале                             | Тим Портер | Победа    | [ 35 ] [ 14 ] |
| 2016 | 68-я церемония творческой премии «Эмми»                    | Лучший звуковой монтаж в сериале                                                            | Ронан Хилл, Ричард Дайер, Оннали Блэнк, Мэтью Уотерс                                                                  | Победа    | [ 35 ] [ 14 ] |
| 2016 | 68-я церемония творческой премии «Эмми»                    | Лучшие специальные визуальные эффекты                                                       | Стив Куллбак, Джо Бауэр, Адам Чейзен, Дерек Спирс, Эрик Карни, Сэм Конуэй, Мэттью Руло, Мишель Блок, Гленн Меленхорст | Победа    | [ 35 ] [ 14 ] |
| 2016 | Премия Gold Derby 2016                                     | Лучший драматический эпизод                                                                 | | Номинация | [ 36 ]        |
| 2016 | Гильдия художников-постановщиков Австралии                 | Премия 3D за лучший дизайн визуальных эффектов                                              | Iloura | Победа    | [ 37 ]        |
| 2016 | Hollywood Professional Alliance                            | Лучший звук                                                                                 | Тим Киммел, Пола Фэйрфилд, Мэтью Уотерс, Оннали Блэнк, Брэдли Катона, Пол Беркович                                    | Номинация | [ 38 ]        |
| 2016 | Hollywood Professional Alliance                            | Лучший монтаж                                                                               | Тим Портер | Победа    | [ 38 ]        |
| 2016 | Hollywood Professional Alliance                            | Лучшие визуальные эффектыOutstanding Visual Effects                                         | Джо Бауэр, Эрик Карни, Дерек Спирс, Гленн Меленхорст, Мэттью Руло                                                     | Победа    | [ 38 ]        |
| 2016 | Американское общество кинооператоров                       | Выдающиеся достижения в операторской работе в сериале                                       | Фабиан Вагнер | Победа    | [ 39 ]        |
| 2017 | 44-я церемония премии «Энни»                               | Лучший анимационный персонаж в программе                                                    | Николас Триподи, Дин Эллиотт, Джеймс Холлингуорт, Мэтт Уивер                                                          | Номинация | [ 40 ] [ 41 ] |
| 2017 | Премия Американской ассоциации монтажёров (2017)           | Лучший монтаж одно-часового сериала                                                         | Тим Портер | Победа    | [ 42 ]        |
| 2017 | Премия Общества специалистов по визуальным эффектам (2016) | Лучшие визуальные эффекты в фотореалистичном эпизоде                                        | Джо Бауэр, Стив Куллбак, Гленн Меленхорст, Мэттью Роло, Сэм Конуэй                                                    | Победа    | [ 43 ]        |
| 2017 | Премия Общества специалистов по визуальным эффектам (2016) | Лучшее анимационное выступление в эпизоде или проекте в режиме реального времени            | Джеймс Киннингс, Майкл Холзл, Мэтт Дерксен, Джозеф Хобак — Дрогон                                                     | Победа    | [ 43 ]        |
| 2017 | Премия Общества специалистов по визуальным эффектам (2016) | Лучшая созданная окружающая среда в эпизоде, рекламе или проекте в режиме реального времени | Дик Ферранд, Доминик Дэйгл, Франсуа Крото, Александру Банута — город Миэрин                                           | Победа    | [ 43 ]        |
| 2017 | Премия Общества специалистов по визуальным эффектам (2016) | Лучшая виртуальная кинематография в фотореалистичном проекте                                | Патрик Тиберий Гелен, Мишель Блок, Кристофер Бэйрд, Дрю Вуд-Дэвис                                                     | Номинация | [ 43 ]        |
| 2017 | Премия Общества специалистов по визуальным эффектам (2016) | Лучшие моделирования эффектов в эпизоде, рекламе или проекте в режиме реального времени     | Кевин Блом, Сасмит Ранадайв, Вангхуа Хуан, Бен Андерсен                                                               | Номинация | [ 43 ]        |
| 2017 | Премия Общества специалистов по визуальным эффектам (2016) | Лучшие моделирования эффектов в эпизоде, рекламе или проекте в режиме реального времени     | Томас Халлин, Доминик Кируач, Джеймс Донг, Ксавьер Фурмонд — город Миэрин                                             | Победа    | [ 43 ]        |
| 2017 | Премия Общества специалистов по визуальным эффектам (2016) | Лучшие моделирования эффектов в эпизоде, рекламе или проекте в режиме реального времени     | Томас Монтмини-Бродёр, Патрик Дэвид, Майкл Крейн, Джо Салазар — город Миэрин                                          | Номинация | [ 43 ]        |
| 2017 | Премия Общества специалистов по визуальным эффектам (2016) | Лучшие моделирования эффектов в эпизоде, рекламе или проекте в режиме реального времени     | Доминик Хелльер, Морган Джонс, Тийс Ной, Калеб Томпсон — отвоёвывание Винтерфелла                                     | Победа    | [ 43 ]        |
| 2017 | Премия Общества звука кино (2016)                          | Выдающиеся достижения в звуковом монтаже — телесериал — один час                            | Ронан Хилл, Оннали Блэнк, Мэтью Уотерс, Ричард Дайер, Бретт Восс                                                      | Победа    | [ 44 ]        |
| 2017 | 69-я церемония премии Гильдии режиссёров США               | Драматический сериал                                                                        | Мигель Сапочник | Победа    | [ 45 ]        |
| 2017 | Golden Reel Awards                                         | Лучший звук на телевидении, малая форма: FX/Foley                                           | Тим Киммел, Бретт Восс, Джон Мэттер, Джеффри Уилхойт, Дилан Уилхойт, Пола Фэйрфилд и Брэдли Катона                    | Номинация | [ 46 ]        |
| 2017 | Golden Reel Awards                                         | Лучший звук на телевидении, малая форма: диалоги / ADR                                      | Тим Киммел и Тим Хэндс                                                                                                | Номинация | [ 46 ]        |
| 2017 | Golden Reel Awards                                         | Лучший звук на телевидении, малая форма: музыка                                             | Дэвид Клоц | Номинация | [ 46 ]        |